# Ron Lewis
Ronald E. "Ron" Lewis, född 14 september 1946 i Greenup County, Kentucky, är en amerikansk republikansk politiker. Han representerade delstaten Kentuckys andra distrikt i USA:s representanthus 1994-2009.
Lewis avlade 1969 sin kandidatexamen vid University of Kentucky. Han avlade sedan 1981 sin master vid Morehead State University. Han arbetade som baptistpräst i White Mills i Hardin County, Kentucky.
Kongressledamoten William Huston Natcher avled 1994 i ämbetet. Lewis vann fyllnadsvalet för att efterträda Natcher i representanthuset. Han omvaldes sju gånger. Han röstade ständigt emot skattehöjningar och höjda socialutgifter. 
Lewis kandiderade inte till omval i kongressvalet i USA 2008. Han efterträddes som kongressledamot av Brett Guthrie.